# Världsmästerskapen i bancykling 2024
Världsmästerskapen i bancykling 2024 arrangerades mellan den 16 och 20 oktober 2024 i Ballerup Super Arena i Ballerup i Danmark. Det var den 121:a upplagan av världsmästerskapen i bancykling. 

## Medaljörer
Grenar med grå bakgrund är icke-olympiska grenar.

### Herrar
| Gren             | Guld                                                                                     | Silver                                                                              | Brons                                                                         |
| Förföljelse      | Jonathan Milan · Italien                                                                 | Josh Charlton · Storbritannien                                                      | Daniel Bigham · Storbritannien                                                |
| Lagförföljelse   | Danmark Tobias Hansen Carl-Frederik Bévort Niklas Larsen Frederik Madsen Rasmus Pedersen | Storbritannien Ethan Hayter Josh Charlton Charlie Tanfield Oliver Wood Rhys Britton | Tyskland Tim Torn Teutenberg Benjamin Boos Ben Jochum Bruno Keßler Felix Groß |
| Sprint           | Harrie Lavreysen · Nederländerna                                                         | Jeffrey Hoogland · Nederländerna                                                    | Kaiya Ota · Japan                                                             |
| Lagsprint        | Nederländerna Roy van den Berg Harrie Lavreysen Jeffrey Hoogland                         | Australien Ryan Elliott Leigh Hoffman Thomas Cornish                                | Japan Yoshitaku Nagasako Kaiya Ota Yuta Obara                                 |
| Keirin           | Kento Yamasaki · Japan                                                                   | Mikhail Iakovlev · Israel                                                           | Kevin Quintero · Colombia                                                     |
| Madison          | Tyskland Roger Kluge Tim Torn Teutenberg                                                 | Belgien Lindsay De Vylder Fabio Van Den Bossche                                     | Danmark Niklas Larsen Michael Mørkøv                                          |
| Omnium           | Lindsay De Vylder · Belgien                                                              | Simone Consonni · Italien                                                           | Yanne Dorenbos · Nederländerna                                                |
| Scratch          | Kazushige Kuboki · Japan                                                                 | Tobias Hansen · Danmark                                                             | Clément Petit · Frankrike                                                     |
| Poänglopp        | Sebastián Mora · Spanien                                                                 | Niklas Larsen · Danmark                                                             | Philip Heijnen · Nederländerna                                                |
| Elimineringslopp | Tobias Hansen · Danmark                                                                  | Elia Viviani · Italien                                                              | Dylan Bibic · Kanada                                                          |
| Kilometerlopp    | Harrie Lavreysen · Nederländerna                                                         | Jeffrey Hoogland · Nederländerna                                                    | Joseph Truman · Storbritannien                                                |

### Damer
| Gren             | Guld                                                                                 | Silver                                                                             | Brons                                                                                        |
| Förföljelse      | Anna Morris · Storbritannien                                                         | Chloé Dygert · USA                                                                 | Bryony Botha · Nya Zeeland                                                                   |
| Lagförföljelse   | Storbritannien Jessica Roberts Katie Archibald Josie Knight Anna Morris Megan Barker | Tyskland Franziska Brauße Lisa Klein Mieke Kröger Laura Süßemilch                  | Italien Letizia Paternoster Chiara Consonni Martina Alzini Vittoria Guazzini Martina Fidanza |
| Sprint           | Emma Finucane · Storbritannien                                                       | Hetty van de Wouw · Nederländerna                                                  | Mina Sato · Japan                                                                            |
| Lagsprint        | Storbritannien Katy Marchant Sophie Capewell Emma Finucane                           | Nederländerna Kimberly Kalee Hetty van de Wouw Steffie van der Peet Kyra Lamberink | Australien Molly McGill Kristina Clonan Alessia McCaig                                       |
| Keirin           | Mina Sato · Japan                                                                    | Hetty van de Wouw · Nederländerna                                                  | Katy Marchant · Storbritannien                                                               |
| Madison          | Danmark Amalie Dideriksen Julie Norman Leth                                          | Frankrike Victoire Berteau Marion Borras                                           | Storbritannien Neah Evans Katie Archibald                                                    |
| Omnium           | Ally Wollaston · Nya Zeeland                                                         | Jessica Roberts · Storbritannien                                                   | Anita Stenberg · Norge                                                                       |
| Scratch          | Lorena Wiebes · Nederländerna                                                        | Jennifer Valente · USA                                                             | Ally Wollaston · Nya Zeeland                                                                 |
| Poänglopp        | Julie Norman Leth · Danmark                                                          | Lotte Kopecky · Belgien                                                            | Lara Gillespie · Irland                                                                      |
| Elimineringslopp | Ally Wollaston · Nya Zeeland                                                         | Lotte Kopecky · Belgien                                                            | Jennifer Valente · USA                                                                       |
| 500 meter        | Jana Burlakova Individuella neutrala idrottare                                       | Sophie Capewell · Storbritannien                                                   | Katy Marchant · Storbritannien                                                               |

## Medaljtabell
*   Värdland ( Danmark)
| Nr                   | Nation                          | Guld | Silver | Brons | Totalt |
| -------------------- | ------------------------------- | ---- | ------ | ----- | ------ |
| 1                    | Nederländerna                   | 4    | 5      | 2     | 11     |
| 2                    | Storbritannien                  | 4    | 4      | 5     | 13     |
| 3                    | Danmark*                        | 4    | 2      | 1     | 7      |
| 4                    | Japan                           | 3    | 0      | 3     | 6      |
| 5                    | Nya Zeeland                     | 2    | 0      | 2     | 4      |
| 6                    | Belgien                         | 1    | 3      | 0     | 4      |
| 7                    | Italien                         | 1    | 2      | 1     | 4      |
| 8                    | Tyskland                        | 1    | 1      | 1     | 3      |
| 9                    | Spanien                         | 1    | 0      | 0     | 1      |
| –                    | Individuella neutrala idrottare | 1    | 0      | 0     | 1      |
| 10                   | USA                             | 0    | 2      | 1     | 3      |
| 11                   | Australien                      | 0    | 1      | 1     | 2      |
| 11                   | Frankrike                       | 0    | 1      | 1     | 2      |
| 13                   | Israel                          | 0    | 1      | 0     | 1      |
| 14                   | Colombia                        | 0    | 0      | 1     | 1      |
| 14                   | Irland                          | 0    | 0      | 1     | 1      |
| 14                   | Kanada                          | 0    | 0      | 1     | 1      |
| 14                   | Norge                           | 0    | 0      | 1     | 1      |
| Totalt (17 nationer) | Totalt (17 nationer)            | 22   | 22     | 22    | 66     |